# П-3 «Бирюза»
П-3 «Бирюза» (наименование в НАТО — Dumbo, буквально дурачок) — советская наземная радиолокационная станция обнаружения и наведения. Прошла полевые испытания в августе 1944 года, в течение того же года 14 готовых комплектов РЛС поступило в советские войска. Позднее технология была передана Горьковскому заводу имени Ленина для серийного выпуска изделия. Применялась в корейской войне.

## Разработка
Работа над заказом была поручена московскому НИИ-20, организации, созданной в 1921 году как Особое техническое бюро и занимавшейся военными изобретениями специального назначения. В мае 1943 года НИИ приступил к разработке, и вскоре создал РЛС «Бирюза». Данная система обладала рядом недостатков, и на её основе была создана более совершенная радиолокационная станция П-3. Первые испытания станции производились в августе 1944 года. В 1945 году РЛC принята на вооружение РККА
. Руководили разработкой М. С. Рязанский, Ю. К. Адель, И. Н. Антонов, П. М. Белов, С. Я. Богуславский, Р. С. Будинов, С. П. Вольман, А. Р. Вольперт, С. П. Заворотищев, Л. В. Леонов, С. П. Пиксотов, П. В. Подгорнов, Б. П. Терентьев, А. И. Узков, Л. В. Шульгин, В. Ф. Шумских. В 1947 году принят на вооружение и начат выпуск варианта РЛС на автомашинах, названного П-3а.

## ТТХ
- Дальность обнаружения самолётов:

при высоте полёта 1000 м — до 35 км,
при высоте полёта 8000—10 000 м — до 100—130 км.
- Разрешающая способность по дальности — 850 м, по азимуту — 1,3°,
- Точность определения высоты:

при углах места 3,5—4,5° — 750 м,
при углах места 8—18° — 600 м,
- Потребляемая мощность — 1,5 кВт,

## Особенности конструкции
Главной особенностью была антенная система из двух антенн: горизонтальной и вертикальной.

## Усовершенствования
На базе Горьковского завода имени Ленина П-3 была произведена доработка конструкции, позволяющей устанавливать РЛС на автомобиль. Новый вариант получил название П-3a.
Дальнейшей разработкой стала РЛС П-8.